# Handball-Bundesliga 1974/75
Die Saison 1974/75 der Handball-Bundesliga ist die neunte der zweigleisigen Spielzeiten in ihrer Geschichte.

## Saisonverlauf
Erstmals spielten 20 Mannschaften in zwei Staffeln (in der Staffel Nord wie im Jahr zuvor zehn und in der Staffel Süd ebenfalls zehn) um die Deutsche Meisterschaft 1975. Dem Spiel um die Meisterschaft ist seit der Saison 1969/70 ein Halbfinale vorgeschaltet, für das sich die Tabellenersten und -zweiten der Staffeln Nord und Süd nach dem 18. Spieltag qualifizierten. Die Sieger aus den Halbfinalbegegnungen traten in einem Finale gegeneinander an. Der Gewinner ist Deutscher Meister 1975. Aufsteiger zur neuen Saison waren der Berliner SV 1892, der OSC 04 Rheinhausen, der THW Kiel und die TS Steinheim 1874. Erstmals wurden in dieser Saison zwischen den beiden Achtplatzierten der Staffeln Nord und Süd zwei Relegationsspiele um den Klassenerhalt ausgetragen. Außerdem fand die Ausspielung des DHB-Pokals zum ersten Mal statt.
Deutscher Meister 1975 wurde zum sechsten Mal in der Vereinsgeschichte die Mannschaft von VfL Gummersbach, die im Finale den Zweitplatzierten der Staffel Nord, TSV Grün-Weiß Dankersen, besiegte. Die Relegationsspiele zwischen den beiden Achtplatzierten der Staffeln Nord und Süd endeten mit dem Verbleib der OSC 04 Rheinhausen in Liga 1. Absteigen mussten der Berliner SV 1892, der Polizei SV Hannover, der TS Steinheim 1874, der TSV 1846 Butzbach und der TV Grambke Bremen.
Den zum ersten Mal ausgespielten DHB-Pokal sicherte sich die Mannschaft vom TSV Grün-Weiß Dankersen.

## Statistiken

### Abschlusstabellen

#### Staffel Nord
| Rang | Verein                  | Sp. | S  | U | N  | Tore    | Diff. | Punkte |
| ---- | ----------------------- | --- | -- | - | -- | ------- | ----- | ------ |
| 01.  | VfL Gummersbach (M)     | 18  | 15 | 3 | 0  | 377:297 | +80   | 33:30  |
| 02.  | TSV Grün-Weiß Dankersen | 18  | 12 | 1 | 5  | 333:292 | +41   | 25:11  |
| 03.  | VfL Bad Schwartau       | 18  | 11 | 2 | 5  | 340:301 | +39   | 24:12  |
| 04.  | TuS 05 Wellinghofen     | 18  | 8  | 1 | 9  | 339:339 | 0     | 17:19  |
| 05.  | THW Kiel (A)            | 18  | 7  | 3 | 8  | 327:340 | −13   | 17:19  |
| 06.  | Hamburger SV            | 18  | 7  | 2 | 9  | 283:281 | +2    | 16:20  |
| 07.  | SC Phönix Essen 1920    | 18  | 6  | 4 | 8  | 345:354 | −9    | 16:20  |
| 08.  | OSC 04 Rheinhausen (A)  | 18  | 7  | 1 | 10 | 350:364 | −14   | 15:21  |
| 09.  | TV Grambke Bremen       | 18  | 6  | 1 | 11 | 314:346 | −32   | 13:23  |
| 10.  | Polizei SV Hannover     | 18  | 2  | 0 | 16 | 281:375 | −94   | 04:32  |

##### Kreuztabelle
Die Kreuztabelle stellt die Ergebnisse der Spiele der Staffel Nord dieser Saison dar.
Die Heimmannschaft ist in der linken Spalte, die Gastmannschaft in der oberen Zeile aufgelistet.
| Bundesliga 1974/75 Staffel Nord | VfL Gummersbach | TSV Grün-Weiß Dankersen | VfL Bad Schwartau | TuS 05 Wellinghofen | THW Kiel | Hamburger SV | SC Phönix Essen 1920 | OSC 04 Rheinhausen | TV Grambke Bremen |       |
| ------------------------------- | --------------- | ----------------------- | ----------------- | ------------------- | -------- | ------------ | -------------------- | ------------------ | ----------------- | ----- |
| VfL Gummersbach                 |                 | 22:17                   | 24:15             | 27:20               | 22:20    | 19:17        | 33:23                | 23:18              | 23:17             | 20:13 |
| TSV Grün-Weiß Dankersen         | 16:16           |                         | 16:15             | 19:11               | 23:14    | 12:13        | 23:19                | 14:12              | 19:11             | 23:17 |
| VfL Bad Schwartau               | 13:13           | 27:15                   |                   | 22:20               | 19:18    | 20:16        | 23:14                | 19:15              | 22:16             | 25:14 |
| TuS 05 Wellinghofen             | 15:15           | 23:21                   | 25:19             |                     | 25:19    | 15:13        | 15:17                | 19:16              | 29:19             | 22:21 |
| THW Kiel                        | 18:19           | 11:19                   | 18:19             | 21:16               |          | 16:14        | 20:20                | 22:18              | 15:15             | 22:18 |
| Hamburger SV                    | 13:17           | 14:11                   | 11:11             | 08:50               | 29:17    |              | 12:12                | 22:18              | 18:90             | 19:10 |
| SC Phönix Essen 1920            | 14:19           | 18:20                   | 21:20             | 28:24               | 18:18    | 24:15        |                      | 25:25              | 21:15             | 22:13 |
| OSC 04 Rheinhausen              | 17:22           | 18:22                   | 18:17             | 19:18               | 15:20    | 24:20        | 22:15                |                    | 27:24             | 28:18 |
| TV Grambke Bremen               | 15:22           | 20:22                   | 11:14             | 19:18               | 16:19    | 26:15        | 18:16                | 23:18              |                   | 17:16 |
| Polizei SV Hannover             | 16:21           | 11:21                   | 16:20             | 16:19               | 15:19    | 15:14        | 19:18                | 21:22              | 12:23             |       |
| Stand: 22. März 1975            |                 |                         |                   |                     |          |              |                      |                    |                   |       |

#### Staffel Süd
| Rang | Verein                | Sp. | S  | U | N  | Tore    | Diff. | Punkte |
| ---- | --------------------- | --- | -- | - | -- | ------- | ----- | ------ |
| 01.  | TuS Hofweier (A)      | 18  | 12 | 2 | 4  | 327:288 | +39   | 26:10  |
| 02.  | TSV 1896 Rintheim     | 18  | 12 | 1 | 5  | 329:282 | +47   | 25:11  |
| 03.  | TV 05/07 Hüttenberg   | 18  | 11 | 2 | 5  | 318:277 | +41   | 24:12  |
| 04.  | TV Großwallstadt      | 18  | 11 | 1 | 6  | 276:261 | +15   | 23:13  |
| 05.  | SG Leutershausen      | 18  | 11 | 1 | 6  | 297:290 | +7    | 23:13  |
| 06.  | Frisch Auf Göppingen  | 18  | 8  | 2 | 8  | 320:318 | +2    | 18:18  |
| 07.  | TSV Milbertshofen     | 18  | 7  | 1 | 10 | 265:279 | −14   | 15:21  |
| 08.  | TS Steinheim 1874 (A) | 18  | 5  | 3 | 10 | 244:275 | −31   | 13:23  |
| 09.  | Berliner SV 1892 (A)  | 18  | 3  | 1 | 14 | 251:298 | −47   | 07:29  |
| 10.  | TSV 1846 Butzbach     | 18  | 2  | 2 | 14 | 241:300 | −59   | 06:30  |

##### Kreuztabelle
Die Kreuztabelle stellt die Ergebnisse der Spiele der Staffel Süd dieser Saison dar.
Die Heimmannschaft ist in der linken Spalte, die Gastmannschaft in der oberen Zeile aufgelistet.
| Bundesliga 1974/75 Staffel Süd | TuS Hofweier | TSV 1896 Rintheim | TV 05/07 Hüttenberg | TV Großwallstadt | SG Leutershausen | Frisch Auf Göppingen | TSV Milbertshofen | TS Steinheim 1874 | Berliner SV 92 | TSV 1846 Butzbach |
| ------------------------------ | ------------ | ----------------- | ------------------- | ---------------- | ---------------- | -------------------- | ----------------- | ----------------- | -------------- | ----------------- |
| TuS Hofweier                   |              | 26:16             | 15:15               | 19:16            | 18:14            | 16:15                | 16:15             | 13:12             | 22:16          | 23:15             |
| TSV 1896 Rintheim              | 15:12        |                   | 24:20               | 20:15            | 23:13            | 24:17                | 20:17             | 21:14             | 22:14          | 20:11             |
| TV 05/07 Hüttenberg            | 19:22        | 20:14             |                     | 19:90            | 21:13            | 18:20                | 18:14             | 22:19             | 21:19          | 19:13             |
| TV Großwallstadt               | 18:17        | 12:14             | 13:10               |                  | 23:12            | 21:17                | 17:11             | 13:12             | 20:18          | 14:13             |
| SG Leutershausen               | 19:24        | 17:15             | 20:15               | 15:13            |                  | 19:13                | 18:12             | 22:14             | 16:12          | 17:13             |
| Frisch Auf Göppingen           | 22:20        | 15:15             | 12:18               | 19:21            | 18:20            |                      | 25:17             | 20:12             | 16:14          | 23:16             |
| TSV Milbertshofen              | 14:17        | 16:12             | 11:16               | 13:11            | 13:18            | 23:18                |                   | 17:13             | 17:12          | 10:11             |
| TS Steinheim 1874              | 18:21        | 16:14             | 16:16               | 11:15            | 10:10            | 14:15                | 16:16             |                   | 14:11          | 12:10             |
| Berliner SV 1892               | 13:10        | 17:25             | 11:13               | 08:12            | 18:13            | 16:16                | 08:13             | 10:11             |                | 15:20             |
| TSV 1846 Butzbach              | 16:16        | 10:15             | 12:18               | 13:13            | 15:21            | 14:19                | 13:16             | 9:10              | 17:19          |                   |
| Stand: 22. März 1975           |              |                   |                     |                  |                  |                      |                   |                   |                |                   |

| Legende |                                                               |
|         | Teilnehmer an der Endrunde um die deutsche Meisterschaft 1975 |
|         | Teilnahme an den Relegationsspielen                           |
|         | Absteiger in die Regionalliga                                 |
| (M)     | Deutscher Handballmeister 1974                                |
| (A)     | Aufsteiger aus der Regionalliga                               |

### Relegation
Die Relegationsspiele zwischen den beiden Achtplatzierten der Staffeln Nord und Süd, OSC 04 Rheinhausen und TS Steinheim 1874, fanden am 5. und 26. April 1975 statt und endeten 13:14 bzw. 12:8. Damit verblieb der OSC 04 Rheinhausen in Liga 1.
Ergebnisse der Relegationsspiele
| Datum         | Team 1             | Team 2             | Ergebnis |
| ------------- | ------------------ | ------------------ | -------- |
| 5. Apr. 1975  | OSC 04 Rheinhausen | TS Steinheim 1874  | 13:14    |
| 26. Apr. 1975 | TS Steinheim 1874  | OSC 04 Rheinhausen | 08:12    |

## Endrunde um die deutsche Meisterschaft

### Halbfinale
Die Tabellenersten und -zweiten der Staffeln Nord und Süd nach dem 18. Spieltag qualifizierten sich für die Endrunde um die deutsche Meisterschaft und traten in vier Halbfinalspielen gegeneinander an.
Ergebnisse der Halbfinalbegegnungen
| Datum         | Team 1                  | Team 2                  | Ergebnis |
| ------------- | ----------------------- | ----------------------- | -------- |
| 5. Apr. 1975  | TSV 1896 Rintheim       | VfL Gummersbach         | 17:16    |
| 5. Apr. 1975  | TSV Grün-Weiß Dankersen | TuS Hofweier            | 21:11    |
| 26. Apr. 1975 | VfL Gummersbach         | TSV 1896 Rintheim       | 18:11    |
| 26. Apr. 1975 | TuS Hofweier            | TSV Grün-Weiß Dankersen | 16:15    |

### Finale
Das Spiel um die Deutsche Meisterschaft wurde am 4. Mai 1975 zwischen dem VfL Gummersbach und TSV Grün-Weiß Dankersen in der Dortmunder Westfalenhalle ausgetragen. Deutscher Handballmeister 1975 wurde zum sechsten Mal in der Vereinsgeschichte die Mannschaft vom VfL Gummersbach, die das Team von TSV Grün-Weiß Dankersen mit 13:7 besiegte.
Ergebnis der Finalbegegnung
| Datum       | Team 1          | Team 2                  | Ergebnis |
| ----------- | --------------- | ----------------------- | -------- |
| 4. Mai 1975 | VfL Gummersbach | TSV Grün-Weiß Dankersen | 13:70    |

#### Meistermannschaft
| 1. | VfL Gummersbach                           |
|    | - Mannschaft: TBA - Trainer: Viktor Chita |

## DHB-Pokal
Den DHB-Pokal 1975 sicherte sich die Mannschaft vom TSV Grün-Weiß Dankersen mit dem Gewinn des Finalspiels mit 15:14 gegen den TSV 1896 Rintheim am 9. Mai 1975 in Minden vor etwa 1500 Zuschauern.
Ergebnisse der Ausscheidungsspiele der Halbfinalisten der Deutschen Meisterschaft
| Datum | Team 1            | Team 2            | Ergebnis |
| ----- | ----------------- | ----------------- | -------- |
| TBA   | TuS Hofweier      | TSV 1896 Rintheim | 19:18    |
| TBA   | TSV 1896 Rintheim | TuS Hofweier      | 12:10    |

Ergebnis der Finalbegegnung
| Datum       | Team 1                  | Team 2            | Ergebnis |
| ----------- | ----------------------- | ----------------- | -------- |
| 9. Mai 1975 | TSV Grün-Weiß Dankersen | TSV 1896 Rintheim | 15:14    |